# Lars Fredholm
Lars Fredholm (i riksdagen kallad Fredholm i Malmö), född 3 oktober 1920 i Norrköpings S:t Olofs församling, död 3 april 1986 i Malmö S:t Petri församling, var en svensk direktör. Han var ledamot av andra kammaren 1964.
Lars Fredholm är gravsatt i minneslunden på Limhamns kyrkogård i Malmö.